# 酃湖乡
酃湖乡，是中华人民共和国湖南省衡陽市珠晖区下辖的一个乡镇级行政单位。

## 行政区划
酃湖乡下辖以下地区：
大众村、解放村、国庆村、向阳村、双江村、上托村、胜利村、凌塘村、光明村、合福村和东湖村。